# Grundmenge

Venn-Diagramm einer Menge A in einer Grundmenge Ω

Eine Grundmenge (auch Universum oder Universalmenge) bezeichnet in der Mathematik eine Menge aus allen in einem bestimmten Zusammenhang betrachteten Objekten. Alle in diesem Zusammenhang betrachteten Mengen sind dann Teilmengen dieser Grundmenge. In einzelnen Fällen werden jedoch im Gegenzug nicht auch alle Teilmengen der Grundmenge betrachtet, so zum Beispiel im Fall einer σ-Algebra. In der Logik und in den Sprachwissenschaften entspricht der Begriff der Grundmenge dem Diskursuniversum; in der Prädikatenlogik der Definitionsmenge.
Die Verwendung von Grundmengen dient der Vermeidung von Antinomien wie der Russellschen Mengen-Antinomie. Durch ihre geeignete Wahl wird garantiert, dass Mengenoperationen wie Durchschnitte und Vereinigungen definiert sind und nun im Zusammenhang nur mehr zu sinnvollen (widerspruchsfreien) Mengen führen können.
Welche Objekte überhaupt in der Lösungsmenge zu einer gegebenen Gleichung enthalten sein können, ist entscheidend davon abhängig, auf welche Grundmenge sich die Gleichung bezieht.
Im Falle einer Gleichung wie beispielsweise {\displaystyle x+5=3} handelt es sich um eine Aussageform, die an sich weder wahr noch falsch ist. Erst wenn man anstelle von {\displaystyle x} konkrete Zahlen einsetzt, wird aus der Aussageform eine Aussage, die entweder wahr oder falsch ist.
Es interessiert beim Lösen einer Gleichung in der Regel jene Zahl, die aus der Gleichung eine wahre Aussage macht. Derjenige, der sich diese Gleichung ausgedacht hat, macht für den Löser dieser Gleichung jetzt außerdem noch eine weitere Vorschrift:
Man soll nur innerhalb der natürlichen Zahlen {\displaystyle \mathbb {N} } nach einem Objekt oder einer Zahl suchen dürfen, welches bzw. welche aus der Gleichung eine wahre Aussage macht.
Anders formuliert: Die Grundmenge zur Gleichung wird in diesem Fall als {\displaystyle \mathbb {N} } vorgeschrieben. Als Folge dieser Einschränkung wird man keine Zahl finden, welche die Gleichung erfüllt. Und deshalb ist die Lösungsmenge der Gleichung leer.
Vereinbart man jedoch eine andere Grundmenge, und zwar eine, die die Zahl {\displaystyle -2} enthält, z. B. die Menge der ganzen Zahlen {\displaystyle \mathbb {Z} } oder eine noch umfassendere Zahlenmenge, dann hat obige Gleichung eine Lösung, nämlich {\displaystyle x=-2}. Für die Lösungsmenge gilt also {\displaystyle \mathbb {L} =\{-2\}}.
Die Wahl einer Grundmenge hat also einen erheblichen Einfluss darauf, ob eine Gleichung lösbar ist, und auch auf die Anzahl der Elemente einer eventuell vorhandenen Lösungsmenge.
Analoges gilt für Ungleichungen und allgemein für Aussageformen, in welchen Variablen auftreten können.